# 奇進偶捨
奇進偶捨，是一種計數保留法，是一種數值簡化規則。從統計學的角度，“奇進偶捨”比“四捨五入”更為精確：在大量運算時，因為捨入後的結果有的變大，有的變小，更使捨入後的結果誤差均值趨於零。而不是像四捨五入那樣逢五就進位，導致結果偏向大數，使得誤差產生積累進而產生系統誤差。“奇進偶捨”使測量結果受到捨入誤差的影響降到最低。

## 計算過程
其具體要求舉例如下（以保留兩位小數為例）：

這是保留到整數的結果

1. 保留位數的後一位如果小於5，則捨去。例如5.214保留兩位小數為5.21。
2. 保留位數的後一位如果大於5，則進上去。例如5.216保留兩位小數為5.22。
3. 保留位數的後一位如果是5，而且5後面仍有數。例如5.2254保留兩位小數為5.23，也就是說如果5後面還有數據，則無論奇偶都要進入。
4. 保留位數的後一位如果是5，而且5後面不再有數，要根據應看尾數「5」的前一位決定是捨去還是進入: 如果是奇數則進入，如果是偶數則捨去。例如5.215保留兩位小數為5.22； 5.225保留兩位小數為5.22。

按照四捨六入五成雙規則進行數字簡化時，也應像四捨五入規則那樣，一次性簡化到指定的位數，不可以進行數次簡化，否則得到的結果也有可能是錯誤的。